# Liège-Bastogne-Liège 1919
La 9e édition de la course cycliste Liège-Bastogne-Liège  a eu lieu le 28 septembre 1919 et a été remportée par le Belge Léon Devos.
Cette édition est la première depuis six ans.

## Classement final
| Classement final | Classement final | Classement final | Classement final | Classement final   |
|                  | Coureur          | Pays             | Équipe           | Temps              |
| ---------------- | ---------------- | ---------------- | ---------------- | ------------------ |
| 1er              | Léon Devos       | Belgique         | '                | en 9 h 20 min 30 s |
| 2e               | Henri Hanlet     | Belgique         |                  | + 2 min 30 s       |
| 3e               | Arthur Claerhout | Belgique         |                  | + 6 min 30 s       |
| 4e               | Alfons Van Hecke | Belgique         |                  | + 12 min 40 s      |
| 5e               | Camille Leroy    | Belgique         |                  | + 12 min 40 s      |
| 6e               | Louis Heusghem   | Belgique         |                  | + 12 min 40 s      |
| modifier         |                  |                  |                  |                    |